# Livingston (Louisiane)
Pour les articles homonymes, voir Livingston.
Livingston est une ville située dans l'État américain de la Louisiane, dans le delta du Mississippi à environ 30 km à l'Est de Bâton-Rouge. Elle est le siège de la paroisse de Livingston. Sa population était de 1 769 habitants en 2010.

## Géographie
La ville de Livingston est située à une trentaine de kilomètres au Nord-Ouest du lac Maurepas et à une cinquantaine de kilomètres du lac Pontchartrain.

## Histoire
La ville de Livingston a été fondée en 1918. Elle porte le nom d'Edward Livingston (1734-1836), juriste et secrétaire d'État du président Andrew Jackson. Il s'installa en Louisiane et accomplit une révision du code civil franco-louisianais avec celui des États-Unis après la vente de la Louisiane par Napoléon Ier ; ainsi que le nom de Robert Livingston qui négocia la vente de la Louisiane.
La ville de Livingston accueille le site du LIGO (pour Laser Interferometer Gravitational-Wave Observatory) qui est un projet d'interféromètre américain, destiné à détecter les ondes gravitationnelles soutenu par la Fondation nationale pour la science.